# Рошу (Јаши)
Рошу (рум. Roșu) насеље је у Румунији у округу Јаши у општини Радуканени. Oпштина се налази на надморској висини од 59 m.

## Становништво
Према подацима из 2002. године у насељу је живело 609 становника, од којих су сви румунске националности.